# Nienke Vlotman
Nienke Vlotman (22 juni 1976) is een Nederlands roeister. Vlotman woont in Amsterdam.
Vlotman kwam in 2008 met de 'vier met stuurvrouw uit voor Nederland op de Paralympische Zomerspelen in Beijing in de klasse LTA4+.
Vlotman is in het dagelijks leven gezinsvoogd.